# Гладківщина (село)
Гла́дківщина — село в Україні, у Золотоніському районі Черкаської області, входить до складу Піщанської сільської громади. Населення — 1065 чоловік.
Село розташоване за 30 км на північний захід від районного центру — міста Золотоноша та за 3 км від залізничної станції Гладківщина.

## Історія
На території нинішнього села з доісторичних часів існувало поселення скіфів. Про це свідчать курганні знахідки епохи бронзи та скіфських часів, відкопані неподалік села.
До наших днів дійшли перекази про те, як за часів кріпацтва на місці теперішнього села поміщик Гладкий збудував цукроварню. Працювати на ній він пригнав кріпаків, скуплених у навколишніх поміщиків. Ті ж кріпаки обробляли й великі бурякові плантації. Люди будували землянки та глинобитні хати-ліпки. Після скасування кріпацтва сюди звідусіль потяглися безземельні селяни. Так виникло і теперішнє село Гладківщина. За іншою легендою назва села походить від першопоселенців, а зокрема козака на прізвище Гладко.
Перша документальна згадка про село в 1749 році. За історичними даними, при обході громадського лісу в селі Келеберда обхідник вийшов на «дорогу, идущую через Гладковь хутор в поле…» За переказами тут жив осадчий дідич Гладкий чи козак Гладко, тому й поселення називали «Гладковь хутор» або ще «Гладковський хутор». Хутір з 26 мешканцями належав ротмістру Василеві Лизогубу. У XIX столітті назва «хутор Гладковь» або ж «Гладковской» змінюється на село Гладківщина.
Хутір був приписаний до церкви Воскресіння Господнього у Піщаному.
Є на мапі 1812 року як Гладковской.
У 1861 році в селі було 286 мешканців з 62 дворами. Перепис населення у 1910 року зафіксував 826 мешканців та 144 двори.
В 1905 році в селі відкрито початкову школу. У 1906 році тут відбулося заворушення селян, що працювали в панській економії генеральші Іванової, які вимагали поліпшення умов праці. Керували тим виступом жителі Гладківщини Сергій Кіндратович Супрун, Сергій Семенович Веретільник та місцевий коваль Сергій Дмитрович Коваленко. Виступ селян було придушено загоном озброєних козаків, викликаних генеральшею із Золотоноші.
Восени 1919 року в Гладківщині радянську владу було встановлено надовго.
Колгосп об'єднав 28 селянських господарств, а вже до весни 1930 року їхня кількість зросла до 80. Перший вітчизняний трактор «Універсал» Харківського тракторного заводу з'явився в колгоспі в 1932 році.
В 1934 році початкова школа стала семирічною, а восени 1935 року збудовано нове приміщення школи. Того ж року колгосп «Нова громада» змінив свою назву на ім. Молотова. До 1938 року головою колгоспу працював Іван Григорович Халиман.
В роки радянсько-німецької війни на фронтах воювали 229 жителів, з яких 162 загинули, 84 нагороджені орденами і медалями. На честь загиблих земляків у селі встановлено пам'ятник.
Нову назву «Перемога» колгосп отримав у 1957 році, а з 1959 року у зв'язку з приєднанням Софіївського колгоспу — ім. Щорса, нове об'єднане господарство отримало назву ім. Калініна. З 1965 року його перейменовано на ім. Суворова. Господарство мало в користуванні 3,3 тисячі га сільськогосподарських угідь, у тому числі 2,9 тисяч га орної землі, вирощувало зернові культури, було розвинуте тваринництво, працювали млин і лісопильня. У вересні 1976 року колгосп був реорганізований у садівничий радгосп ім. Суворова. На ті часи в селі працювали: клуб на 300 місць, бібліотека з фондом 9,1 тисяч книг, фельдшерсько-акушерський пункт, дитячі ясла, три крамниці, їдальня.
У 1960 року школа села стала восьмирічною, а в 1964 році розпочато будівництво за кошти колгоспу ім. Калініна нового типового приміщення школи, що з 1995 року стала середньою.
На спортивних змаганнях серед садівничих радгоспів Черкащини влітку 1983 року футбольна команда села завоювала перехідний кубок.

## Освіта
Гладківщинський навчально-виховний комплекс загальноосвітня школа І-ІІІ ступенів — дошкільний навчальний заклад
(директор на 2016 р. Коваленко Марина)

## Відомі люди
- Веретільник Тимофій Іванович — директор центру післядипломної освіти, професор кафедри механіки, поліграфічних машин і технологій ЧДТУ;
- Герман Анатолій Іванович — начальник штабу прикордонних військ;
- Коваленко Анатолій Андрійович — підполковник;
- Паляничко Анатолій Іванович — підполковник у відставці;
- Проценко Павло Іванович — колишній директор радгоспу, колишній головний електрик;
- Сидоренко Григорій Андрійович — колишній директор школи;
- Тертишний Іван Олександрович — завідувач кардіологічного відділення, м. Київ;
- Тертишний Олександр Павлович — діючий голова сільської ради, громадський діяч;

## Пам'ятки
Біля села знаходиться група ранньоскіфських курганів із однойменною назвою — Гладківщина.